# Acer pycnanthum
Espèce
Classification APG III (2009)
Acer pycnanthum est un arbre de la famille des Aceraceae, ou des Sapindaceae selon la classification phylogénétique. C'est un érable originaire du Japon et de Corée.

## Synonymes
- Acer rubrum var. pycnanthum (K. Koch) Makino